# Leonzio (generale bizantino)
Leonzio (fl. VII secolo) è stato un generale bizantino del VII secolo.

## Biografia
Originario della Siria, era un eunuco di corte che nel 603-604 fu inviato dall'Imperatore Foca in Oriente con truppe provenienti dall'Europa per cercare di sedare la rivolta del generale Narsete a Edessa. Non solo Narsete riuscì a sfuggirgli, ma Leonzio fu anche pesantemente sconfitto dai Persiani presso Arzamon, per cui Foca lo richiamò nella capitale, sostituendolo con Domenziolo; Leonzio fu condotto in catene a Costantinopoli.
Sembra poi che Foca lo perdonò, perché nel 610 era sacellario, ovvero ciambellano. Si dice che quando la sconfitta di Foca nella guerra civile contro Eraclio sembrava certa, Leonzio aiutò Foca a gettare il tesoro imperiale in mare. Dopo la deposizione di Foca, Leonzio fu fatto giustiziare, insieme ad altri seguaci del tiranno, da Eraclio.